# Miss Bermudes
Miss Bermudes est un concours de beauté féminine, destiné aux jeunes femmes habitantes et de nationalité bermudaise.
La sélection permet de représenter le pays au concours de Miss Monde.